# Fàbrica de cera Ballester
La fàbrica de cera Ballester era una finca situada als carrers de la Cera i de la Riereta del Raval de Barcelona, descrita a la documentació notarial com set casetes d'obra de tàpia de planta baixa i pis i un hort circumdat de parets, i actualment desapareguda.

## Història
Joan Baptista Ballester va ser l'iniciador d'una nissaga de candelers de cera de Barcelona, establint la seva fàbrica al carrer de la Cera, on va adquirir diverses propietats. El seu fill Rafael Ballester i Cruïlles es va casar amb Anna Rafart, que pertanyia a una altra nissaga de cerers barcelonins. A Rafael Ballester, mort el 1771, el va succeir el seu fill Miquel Ballester i Rafart, que el 1776 va demanar permís per a refer la teulada de la fàbrica i la paret de l'hort; el 1788, per a posar un guardarrodes a la cantonada, i el 1799, per a aixecar a més alçada les parets de l'hort per tal d'evitar-hi furts. A banda de la seva activitat gremial, es té constància que, juntament amb Baltasar de Bacardí i Tomba, va participar en l'explotació d'un prat d'indianes prop de la capella de la Mare de Déu del Port.
La seva esposa Josepa era filla del passamaner Francesc Darrer, i la seva cunyada Maria Àngela estava casada amb l'adroguer Antoni Nadal i Casanovas. Filla d'aquest matrimoni fou Maria Àngela, germana del comerciant Antoni Nadal i Darrer i esposa del també adroguer Josep Ballester i Rafart, germà de Miquel. Aquest morí sense descendència i fou succeït per la seva neboda Maria Antònia, casada amb el comerciant Ignasi Llord i Ribas.
El 1819, la filla del matrimoni, Maria del Carme Llord i Ballester, es va casar amb el comerciant Manuel Balaguer i Martí, que el 1822, com a apoderat de la seva sogra Maria Antònia, va demanar permís per a eixamplar-ne el portal i aixecar-ne una finestra. El 1835, quan la fàbrica era arrendada al cerer Marià Gallissà i Amat, la propietària Maria del Carme Llord va denunciar a l'Ajuntament de Barcelona el perjudici causat a la cera estesa sobre les teulades pel fum que sortia del tint de cotó de Josep Serra i Marrugat. El dictamen de l'arquitecte municipal Josep Mas i Vila fou que aquest hauria de torçar la xemeneia cap a l'interior de la seva propietat.
Maria del Carme Llord va morir el 1836, i Manuel Balaguer va quedar com a usufructuari de la propietat i administrador dels béns dels seus fills menors d'edat Lluís i Francesca Balaguer i Llord, i, un cop obtinguda l'autorització judicial, el 1842 la va establir en emfiteusi a Jaume Soley i Sellers a cens de 800 lliures anuals. Aquest va fer construir una casa a la cantonada dels dos carrers (actuals núms. 5-5 bis del carrer de la Cera) sota la direcció del mestre d'obres Josep Valls i Galí, i va parcel·lar la resta del terreny en diversos solars edificables o cossos de casa (actuals núms. 7 al 13).

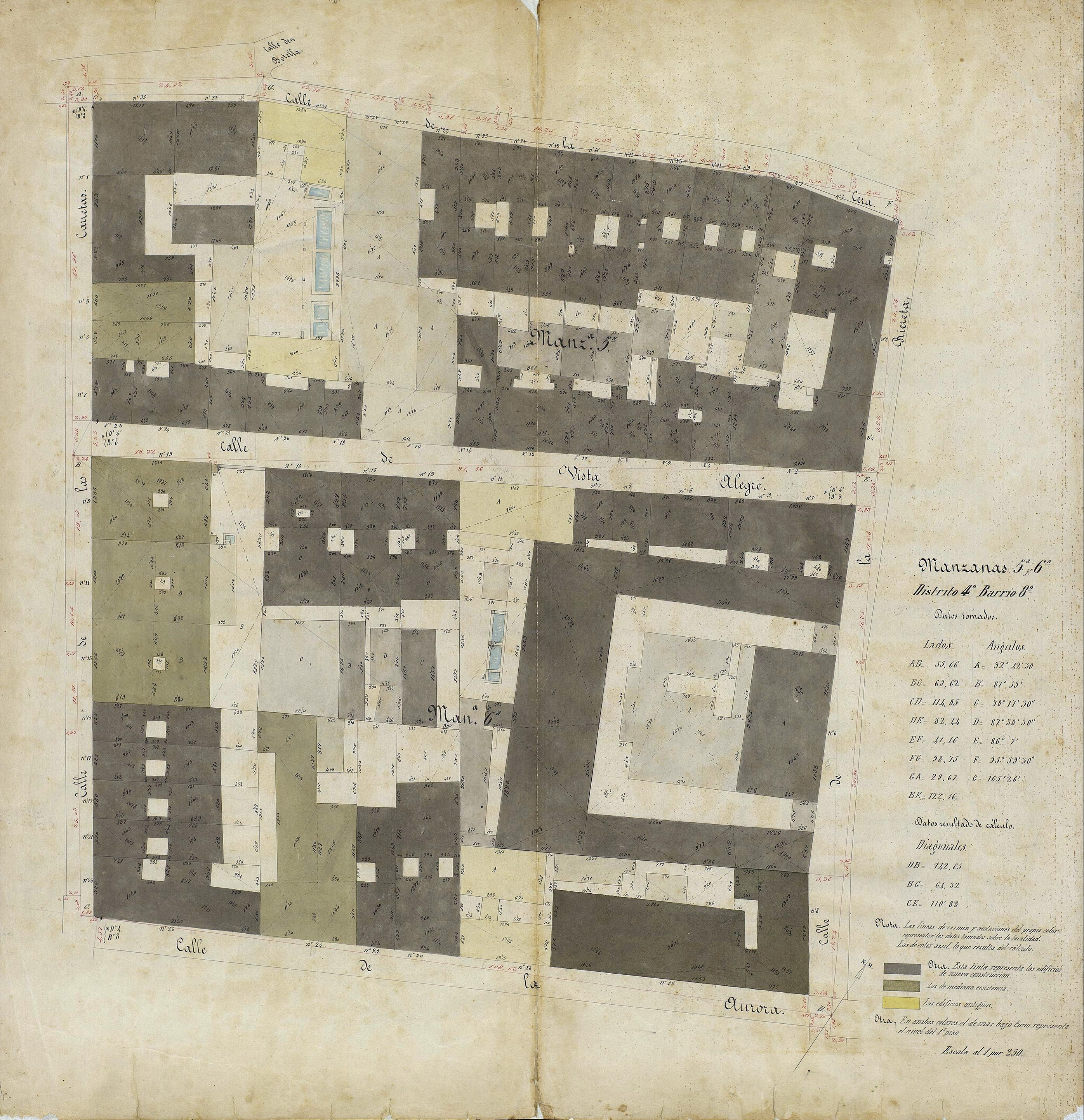
Quarteró núm. 110 de Garriga i Roca (c. 1860)